# Linda Dallmann
Linda Dallmann (Dinslaken, Alemania; 2 de septiembre de 1994) es una futbolista alemana. Juega como delantera y su equipo actual es el FC Bayern Múnich de la Bundesliga de Alemania.

## Clubes
| Club                | País     | Año           |
| ------------------- | -------- | ------------- |
| Bayer 04 Leverkusen | Alemania | 2010-2011     |
| SGS Essen           | Alemania | 2011-2019     |
| FC Bayern Múnich    | Alemania | 2019-presente |

## Títulos

### Campeonatos nacionales
| Título                         | Club          | País     | Año     |
| ------------------------------ | ------------- | -------- | ------- |
| Bundesliga Femenino            | Bayern Múnich | Alemania | 2020-21 |
| Bundesliga Femenino            | Bayern Múnich | Alemania | 2022-23 |
| Bundesliga Femenino            | Bayern Múnich | Alemania | 2023-24 |
| Supercopa de Alemania Femenino | Bayern Múnich | Alemania | 2024-25 |
| Bundesliga Femenino            | Bayern Múnich | Alemania | 2024-25 |
| DFB-Pokal Femenino             | Bayern Múnich | Alemania | 2024-25 |

### Campeonatos internacionales
| Título                                 | Equipo                | Sede   | Año  |
| -------------------------------------- | --------------------- | ------ | ---- |
| Copa Mundial Femenina de Fútbol Sub-20 | Selección de Alemania | Canadá | 2014 |